# Grande Manchester
Grande Manchester (em inglês:  Greater Manchester) é uma região metropolitana no noroeste da Inglaterra, com uma população de 2.6 milhões de pessoas. Ela abrange uma das maiores áreas metropolitanas no Reino Unido e é composta por oito distritos metropolitanos e duas cidades: os distritos metropolitanos de Bolton, Bury, Oldham, Rochdale, Stockport, Tameside, Trafford, Wigan, e as cidades de Manchester e Salford. A Greater Manchester foi criada em 1 de abril de 1974 pela Lei do Governo Local de 1972.
É uma região metropolitana da Inglaterra e ocupa 493 milha quadradas (1 277 km2). Ela está dentro de Manchester, além de Cheshire (para o sudeste e o sul), Derbyshire (para o sudoeste), West Yorkshire (para o noroeste), Lancashire (para o norte) e Merseyside (para o leste). Há uma mistura de áreas de alta densidade populacional, subúrbios, regiões semi-rural e rural, porém esmagadoramente o uso da terra é urbano.
Ela tem uma região distrital central empresarial, formada pelo Centro de Manchester e áreas adjacentes como Salford e Trafford, Greater Manchester, mas também é um município policêntrico com oito distritos metropolitanos e duas cidades, cada qual tem pelo menos um grande centro  e subúrbios. A Greater Manchester é  uma região de conurbações do Reino Unido e se estende por toda a maior parte do território do concelho.
Para os 12 anos seguintes de 1974, o município tinha um sistema de dois níveis de governo local; entre eles: os conselhos distritais com o poder compartilhado com o Greater Manchester County Council. O conselho do condado foi abolido em 1986, e assim seus distritos (bairros metropolitanos) transformaram-se em autoridades unitárias da Inglaterra. No entanto, o município metropolitano de Manchester continua a existir na lei e como um quadro de referência geográfica dos condados. Como os outros condados cerimoniais da Inglaterra, tem uma lorde-tenente e High Sheriff of Greater Manchester. Vários serviços à escala do condado foram coordenadas através da Associação das Autoridades Greater Manchester até abril de 2011, quando o Greater Manchester Combinado Autoridade foi estabelecida como a autoridade do condado de largura estratégica para Greater Manchester, tendo como funções e responsabilidades para o desenvolvimento econômico, a recuperação de áreas degradadas e de transporte.